# Apocorophium simile
Apocorophium simile is een vlokreeftensoort uit de familie van de Corophiidae. De wetenschappelijke naam van de soort is voor het eerst geldig gepubliceerd in 1943 door Clarence Raymond Shoemaker.